# Velilla de Jiloca
Velilla de Jiloca es un municipio y localidad española de la provincia de Zaragoza, en la comunidad autónoma de Aragón. El término municipal, ubicado en la comarca de la Comunidad de Calatayud, tiene una población de 74 habitantes (INE 2024).

## Geografía
Integrado en la comarca de Comunidad de Calatayud, se sitúa a 90 km de Zaragoza. El término municipal está atravesado por la carretera N-234, entre los pK 247 y 249. 
El relieve del municipio está definido por un altiplano del Sistema Ibérico en la zona oriental y por el valle del río Jiloca. La altitud oscila entre los 870 m al este y los 580 m a orillas del río Jiloca. El pueblo se alza a 597 m sobre el nivel del mar.
| Noroeste: Maluenda                    | Norte: Maluenda       | Nordeste: Belmonte de Gracián |
| Oeste: Maluenda                       |                       | Este: Mara                    |
| Suroeste: Maluenda y Morata de Jiloca | Sur: Morata de Jiloca | Sureste: Morata de Jiloca     |

## Historia
A mediados del siglo XIX, el lugar tenía contabilizada una población de 150 habitantes. Aparece descrito en el decimoquinto volumen del Diccionario geográfico-estadístico-histórico de España y sus posesiones de Ultramar de Pascual Madoz de la siguiente manera:

VELILLA DE JILOCA: l. con ayunt. de la prov. y aud. terr. de Zaragoza (15 leg.), c. g. de Aragon, part. jud. de Calatayud (2), dióc. de Tarazona (14). sit. al pie de unos cerros al SO. y márg. der. del r. Jiloca; le baten los vientos del NO. y S.; su clima es templado, y las enfermedades mas comunes intermitentes y dolores de costado. Tiene 56 casas, inclusa la del ayunt. y cárcel; escuela de niños dotacon 1,200 rs.; igl. parr. (la degollacion de San Juan Bautista) servida por un párroco, vicario perpetuo de entrada, que nombra el cabildo de Sta. Maria de Calatayud, y 2 beneficiados que componen el capítulo; 2 ermitas (Ntra. Sra. de los Tornos y San Roque) sostenidas por los vec., y un cementerio junto á la igl. Confina el térm. por N. y O. con Maluenda; E. Mara, y S. Morata: su estension es de 1/4 leg. en todas direcciones, y comprende algunas canteras de cal y yeso y una deh. de 1/2 cuarto de estension. El terreno es de mediana calidad, participa de secano y de regadio, que fertiliza el r. Jiloca. Los caminos son locales, en mal estado, cruzando el pueblo el de Calatayud á Daroca en mediano. El correo se recibe de aquel punto por balijero tres veces á la semana. prod.: trigo, cebada, centeno, cáñamo, patatas y legumbres; mantiene ganado lanar y hay pesca de barbos. ind.: la agrícola y un molino harinero. pobl.: 32 vecinos, 150 almas. cap. prod.: 962,160 rs. imp.: 59,100. contr.: 11,254.
(Madoz, 1849, p. 654)

## Demografía
Velilla de Jiloca cuenta con una población de 74 habitantes (INE 2024).
| Gráfica de evolución demográfica de Velilla de Jiloca entre 1842 y 2021                                             |
| |
| Población de derecho según los censos de población del INE Población de hecho según los censos de población del INE |

## Administración y política
| Período   | Alcalde                  | Partido |  |
| --------- | ------------------------ | ------- |  |
| 1979-1983 | Juan José España España  | UCD     |  |
| 1983-1987 |                          |         |  |
| 1987-1991 |                          |         |  |
| 1991-1995 |                          |         |  |
| 1995-1999 |                          |         |  |
| 1999-2003 |                          |         |  |
| 2003-2007 |                          |         |  |
| 2007-2011 |                          |         |  |
| 2011-2015 |                          |         |  |
| 2015-2019 | María Ángeles Ruiz López | PSOE    |  |

| Partido político    | Partido político                                   | 2003   | 2007   | 2011   | 2015   | 2019   | 2023   |
| Partido político    | Partido político                                   | Ediles | Ediles | Ediles | Ediles | Ediles | Ediles |
|                     | Partido de los Socialistas de Aragón (PSOE-Aragón) | 5      | 4      | 5      | 5      | 3      | 3      |
|                     | Partido Popular de Aragón (PP)                     | —      | —      | —      | —      | —      | —      |
|                     | Partido Aragonés (PAR)                             | —      | 1      | —      | —      | —      | —      |
|                     | Izquierda Unida (IU)                               | —      | —      | —      | —      | —      | —      |
|                     | Chunta Aragonesista (CHA)                          | —      | —      | —      | —      | —      | —      |
| Total de concejales | Total de concejales                                | 5      | 5      | 5      | 5      | 3      | 3      |